# Kraftwerk Safi
Das Kraftwerk Safi ist ein Kohlekraftwerk in der Region Marrakesch-Safi, Marokko. Die Stadt Safi liegt ungefähr 15 km nördlich des Kraftwerks.
Die installierte Leistung des Kraftwerks beträgt 1386 MW. Es ist im Besitz der Safi Energy Company S.A. (SAFIEC) und wird auch von SAFIEC betrieben. SAFIEC ist eine Projektgesellschaft im Besitz von Engie (35 %), Nareva Holding (35 %) und Mitsui & Co (30 %). Mit dem Bau des Kraftwerks wurde 2015 begonnen; es ging im Dezember 2018 in Betrieb.

## Kraftwerksblöcke
Das Kraftwerk besteht aus zwei Blöcken mit jeweils 693 MW Leistung. Beide Blöcke verwenden superkritische Dampferzeuger (siehe Überkritisches Wasser). Die Dampfturbinen und Generatoren wurden von Mitsubishi Hitachi Power Systems, Ltd. (MHPS) geliefert.

## Sonstiges
Das Kraftwerk wurde durch Daewoo Engineering & Construction errichtet; die Gesamtkosten werden mit 2,6 Mrd. USD angegeben. Der erzeugte Strom wird für 30 Jahre an das Office National de l'Electricité et de l'Eau Potable (ONEE) verkauft. Das Kraftwerk benötigt 10.000 t Kohle pro Tag.